# Peña del Diablo
La peña del Diablo o poblado del Hoyo es un  yacimiento arqueológico de la cultura benahoarita en las faldas del Pico de Bejenado, en el municipio de El Paso, La Palma, Canarias, España. Se encontraba en el antiguo cantón  de Aridane. Este yacimiento, de especial valor etnográfico y arqueológico, goza además de una gran belleza paisajística. El Hoyo, es como su propio nombre indica, un gran círculo amurallado por acantilados. Su superficie, de cientos de metros cuadrados, se divide en cercados en los que antiguamente se sembraba trigo y cebada, leguminosas y toda clase de frutales. En su interior destaca un gran peñón de casi 45 metros de altura, que confiere a este lugar un aspecto mágico.

## Historia y Descripción
El poblado se encontraba fundamentalmente en las cuevas de los acantilados que delimitan la depresión del Hoyo por el lado norte, interrumpido solamente por el barranco que desciende desde las fuentes de Tiramasil y el Pinillo, cuyas aguas probablemente eran aprovechadas por los benahoaritas. La vida familiar se desarrollaba principalmente a las entradas de estas cuevas y covachas, al ser el lugar más aireado e iluminado. Estos espacios quedaban además resguardados por muros de piedra. En el interior de las cuevas podemos encontrar también huecos que probablemente se utilizaron como repisas naturales, para guardar las vasijas u otros utensilios.
En la llanura circular que conforma El Hoyo se pudieron plantar cebada y trigo, que los aborígenes tostaban y molían para la elaboración del gofio, al que también se añadían semillas de amagantes, piñones de los pinos, raíces de helechos y otros frutos, que se podían encontrar en abundancia en las laderas del Bejenado. También podría tratarse de tierras de pasto, actividad fundamental en la vida de los benahoaritas. De hecho toda esta región es muy rica en pastos, permitiendo incluso alimentar durante todo un año a más de 2000 cabras.
Por último, según un análisis sobre la estación El Lomo de La Fajana, El Hoyo o Peña del Diablo se habría cartografiado por los propios aborígenes. Entre los cerca de 20 grabados rupestres se ha encontrado un petroglifo que parece representar este yacimiento. El grabado sigue la forma de este particular paisaje, encontrando en su interior dos círculos más pequeños, uno representaría la enorme Peña del Diablo, coincidiendo perfectamente con su posición real, y otro, en dirección diagonalmente opuesta, parece simbolizar un lugar reunión o tagoror. Se trataría de una construcción circular, rodeada de un pequeño muro, en cuyo interior se reunían los ancianos o sabios para deliberar sobre cuestiones políticas o de justicia.

## Leyendas
Por su posición tan recóndita y el aire de misterio que rodea este lugar, La Peña del Diablo ha sido protagonista de algunas leyendas e historias. Según los lugareños, el Día de los Muertos o de Los Finaos sale desde este gran hoyo el propio Diablo. En las paredes de los riscos se pueden encontrar formas que se asemejan a caras agonizando o boquiabiertas que miran al peñón central, así como restos de huesos y calaveras animales. Otra terrible historia tiene que ver con un asesinato. Según cuentan los vecinos, un pasense conocido localmente como Manolo Pupú, degolló a su propia madre junto a la Peña del Diablo, volviendo poco después a su casa para asesinar también a su padre.

## Galería

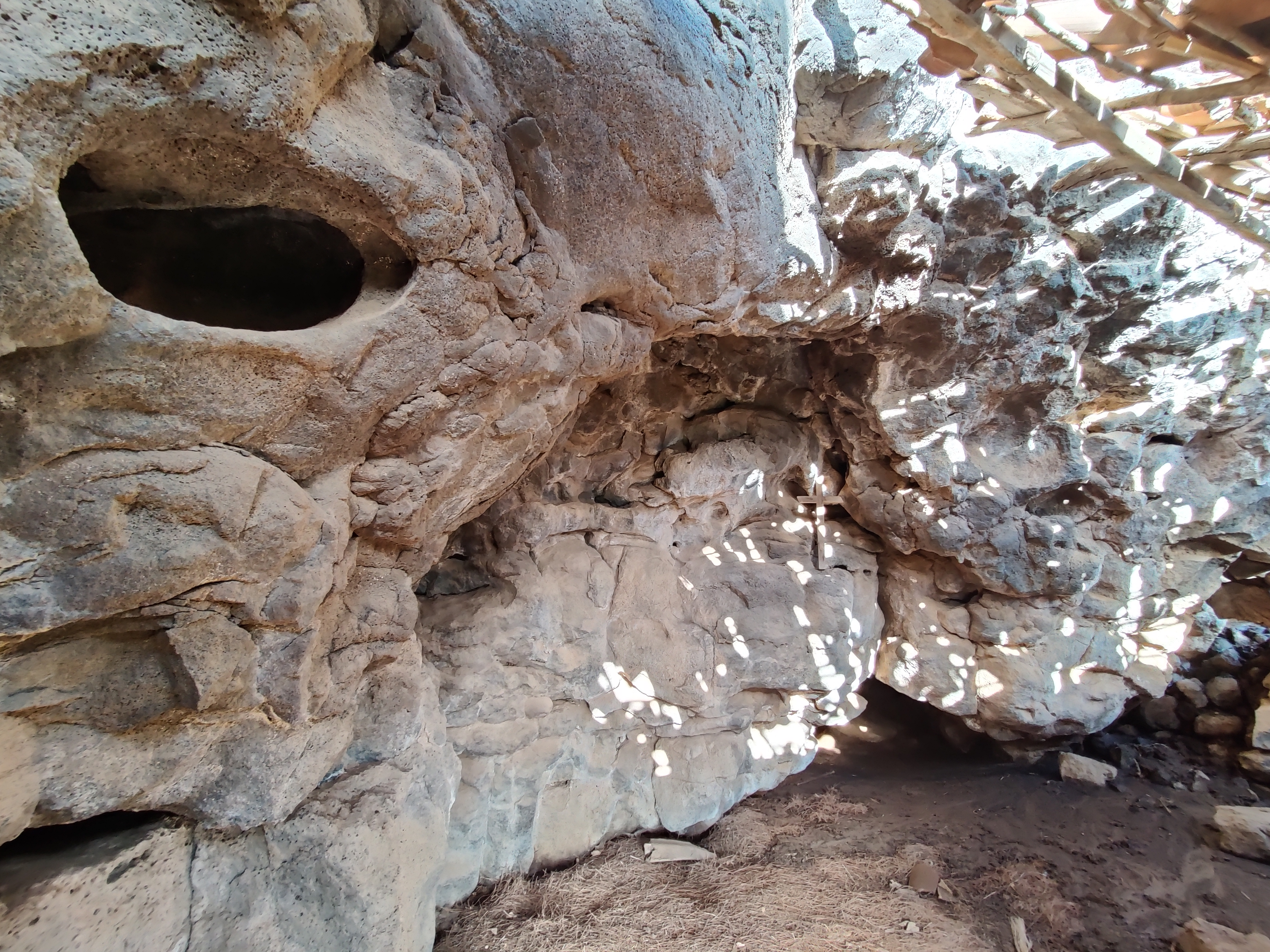
Huecos cuevas en El Hoyo.
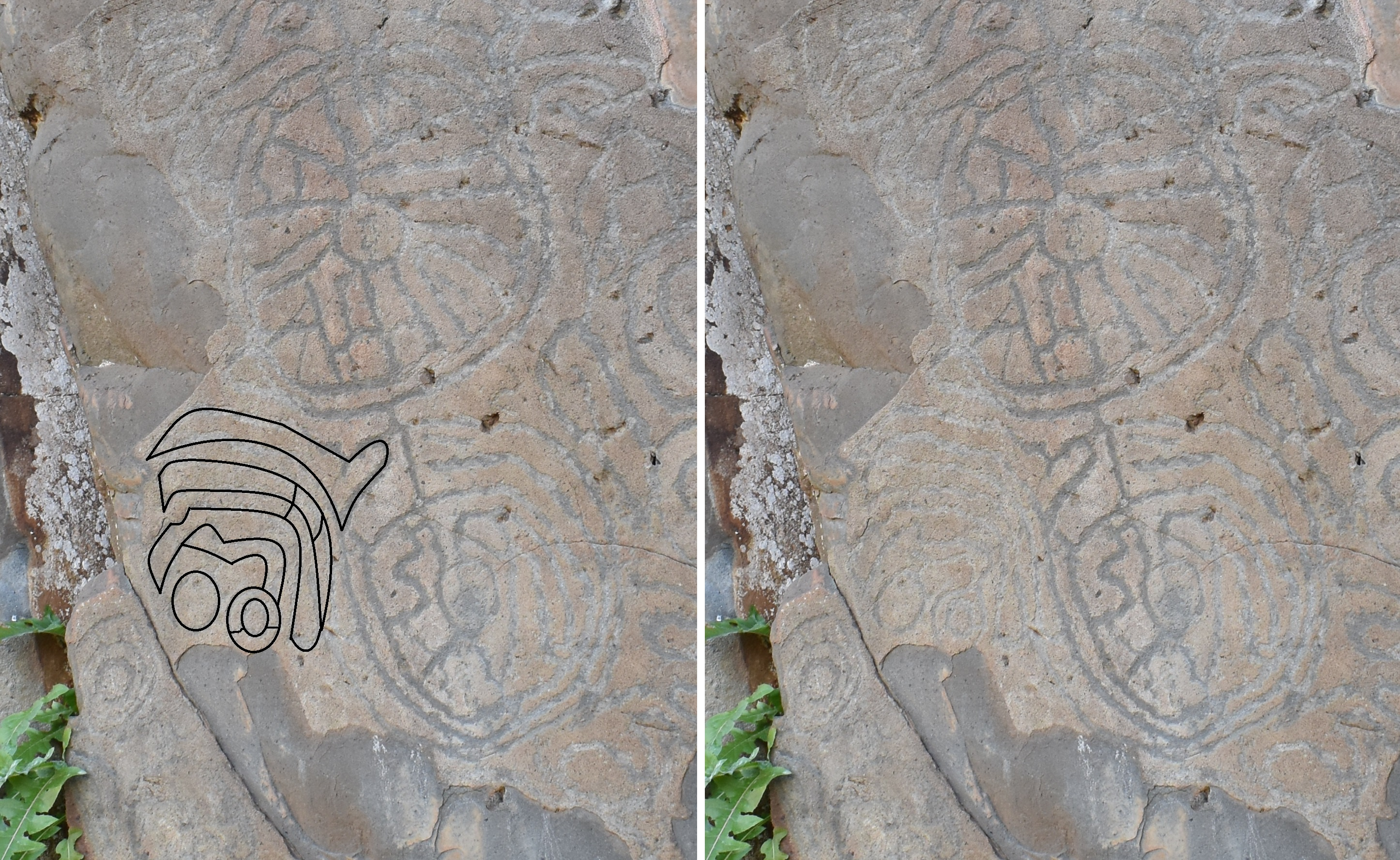
Detalle de los Petroglifos de La Fajana.
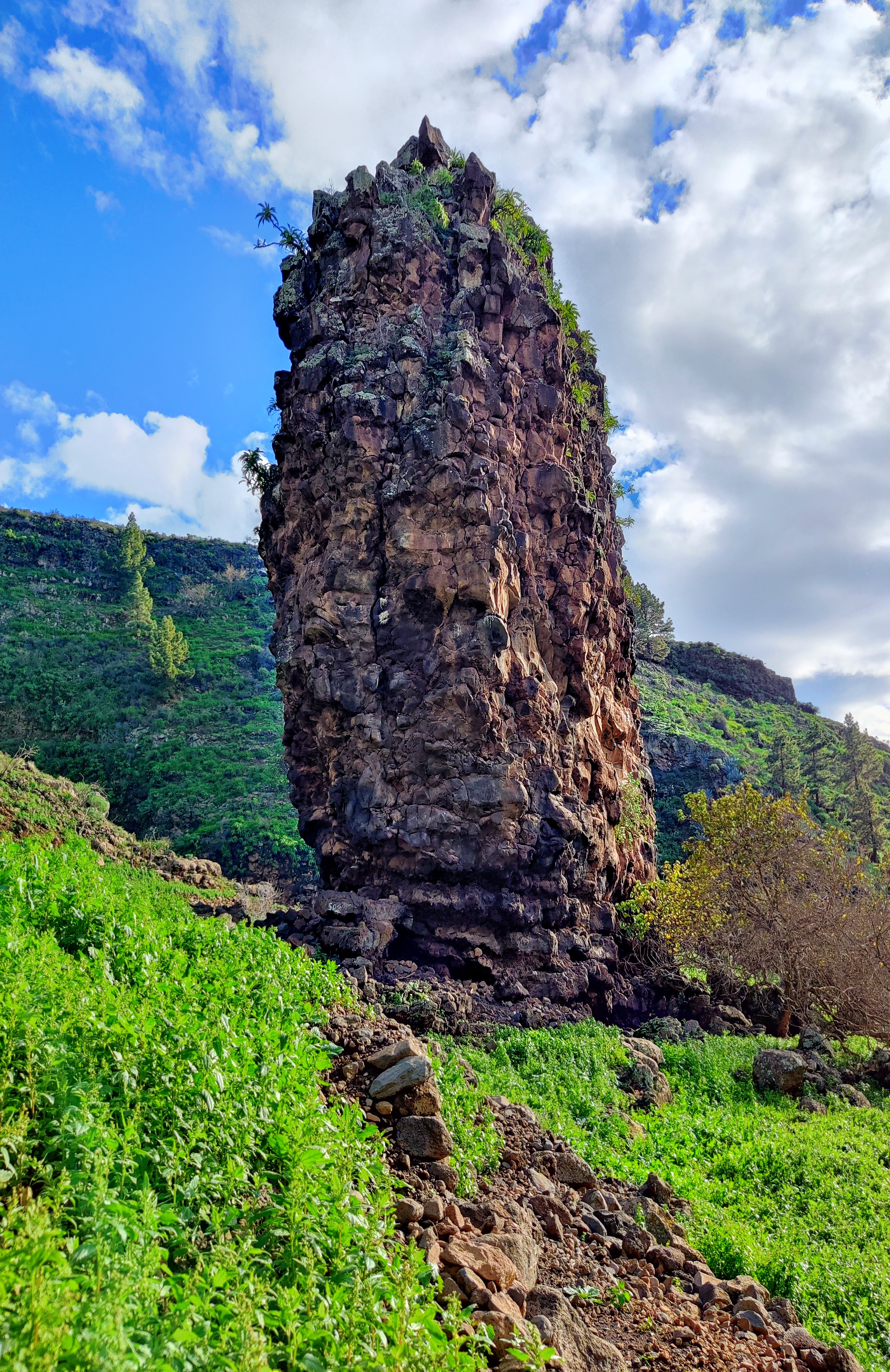
Peña del Diablo.
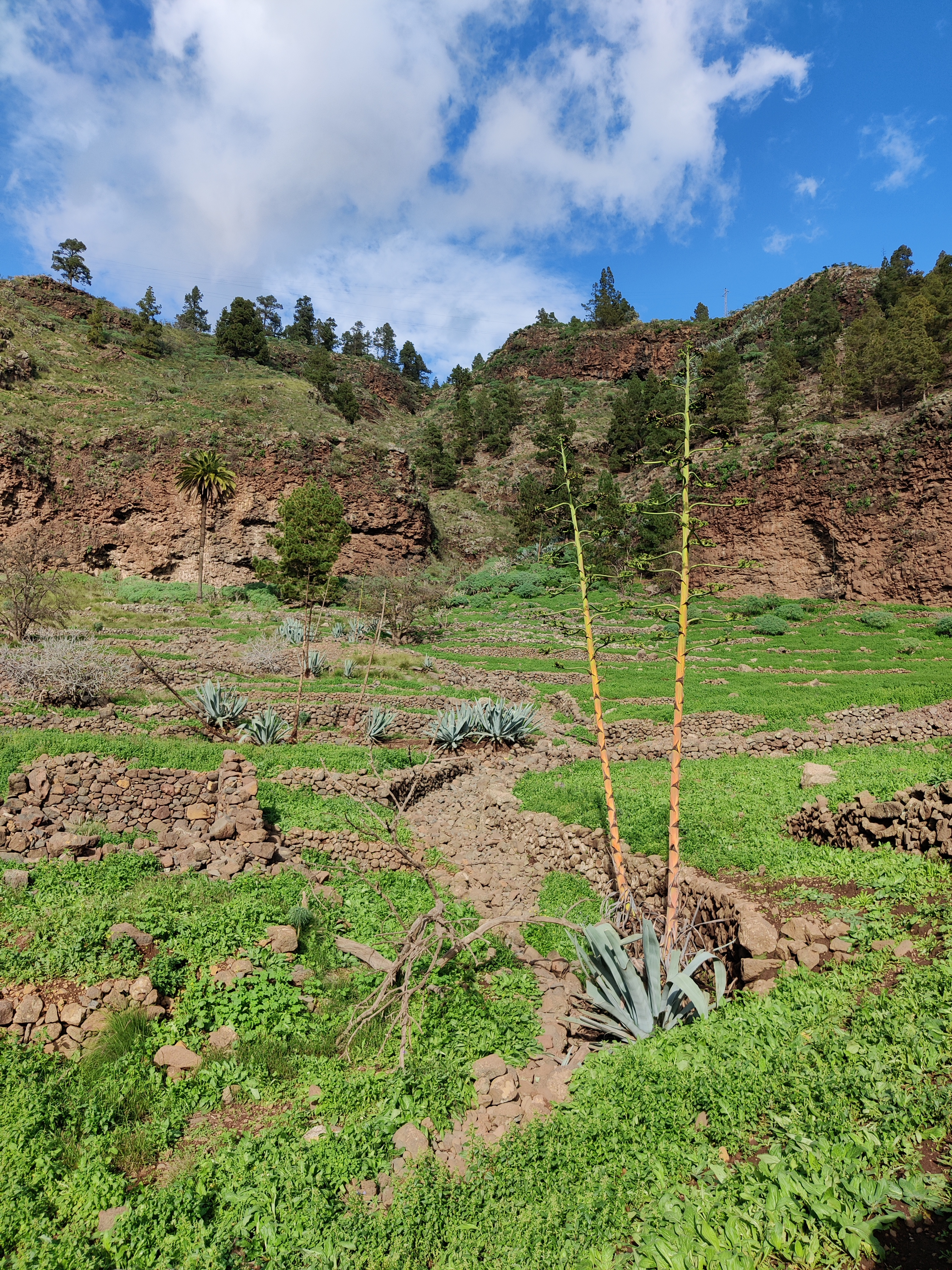
Cercados de El Hoyo.
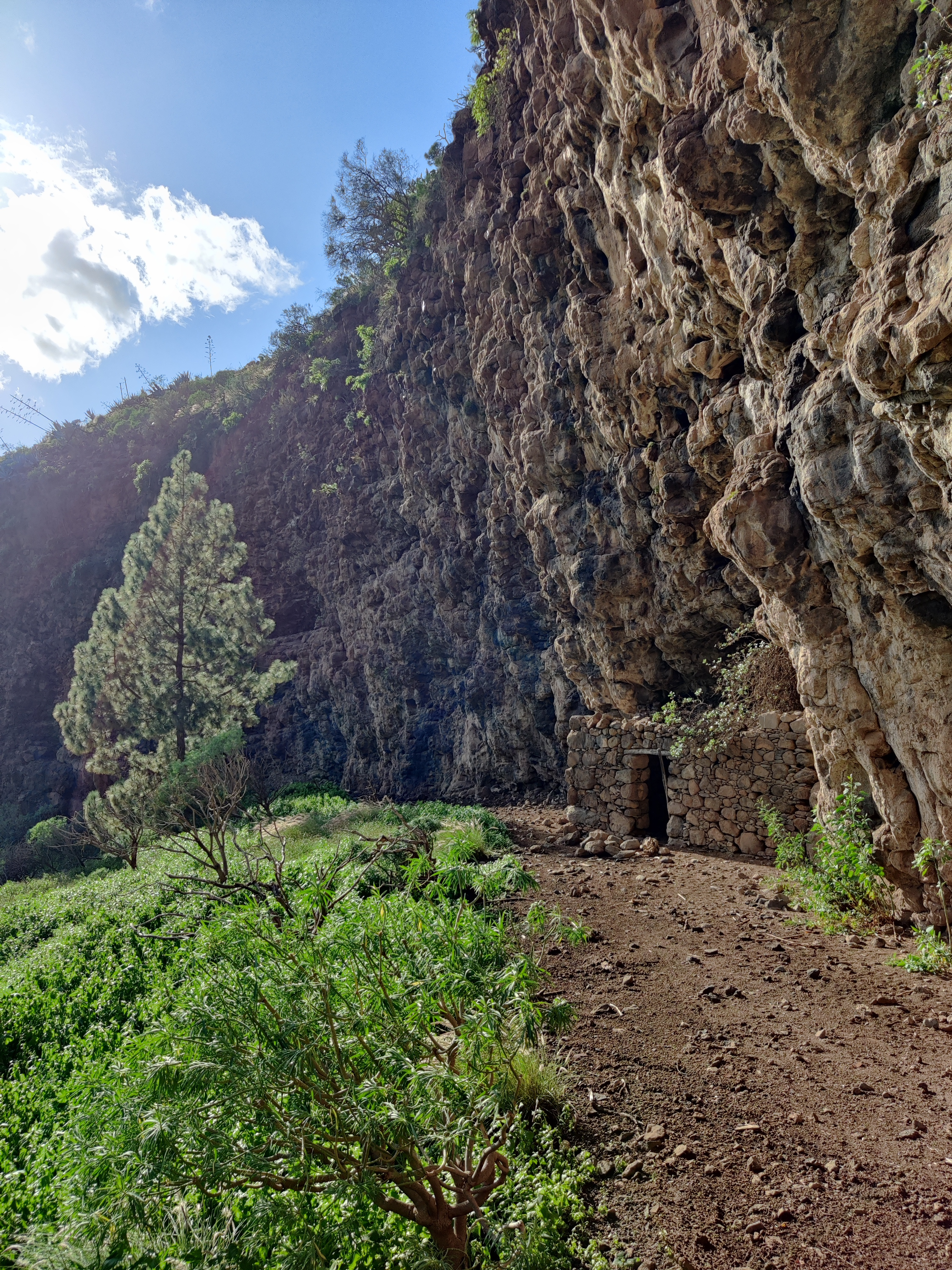
Acantilado en El Hoyo.